# Barry (Wales)
Barry (walesiül: Y Barri) Wales legdélebbi városa, a Vale of Glamorgan megyei kerület (county borough) központja. A település lakossága 2021-ben 56 605 fő volt, ezzel Wales negyedik legnépesebb települése. Barry a Bristol-csatorna partján fekszik 14 km-re délkeletre Cardifftól. A sokáig falusias település az ipari forradalom időszakában vált jelentős várossá kikötőjének köszönhetően, jelenleg népszerű üdülőhely.

## Nevének eredete
A város nevének eredetéről kétféle elmélet létezik, az egyik szerint egy 6.századi walesi katolikus szent, Szent Baruc után kapta a nevét, akit a Barry-szigeten temettek el és egy kápolnát emeltek a tiszteletére, a másik verzió szerint pedig a walesi bar szóból eredeztethető a település neve, amelynek jelentése domb, illetve csúcs.

## Elhelyezkedése
A város kisebbrészt az 1880-as évekig szigetként létező, később mesterségesen félszigetté alakított Barry-szigeten, nagyobbrészt  pedig a szárazföld környező domboldalain helyezkedik el. Déli és tengerparti fekvésének köszönhetően Barry Walesen belül az egyik legnaposabb és legszelesebb település. A tél hosszú, hideg és csapadékos.

## Története

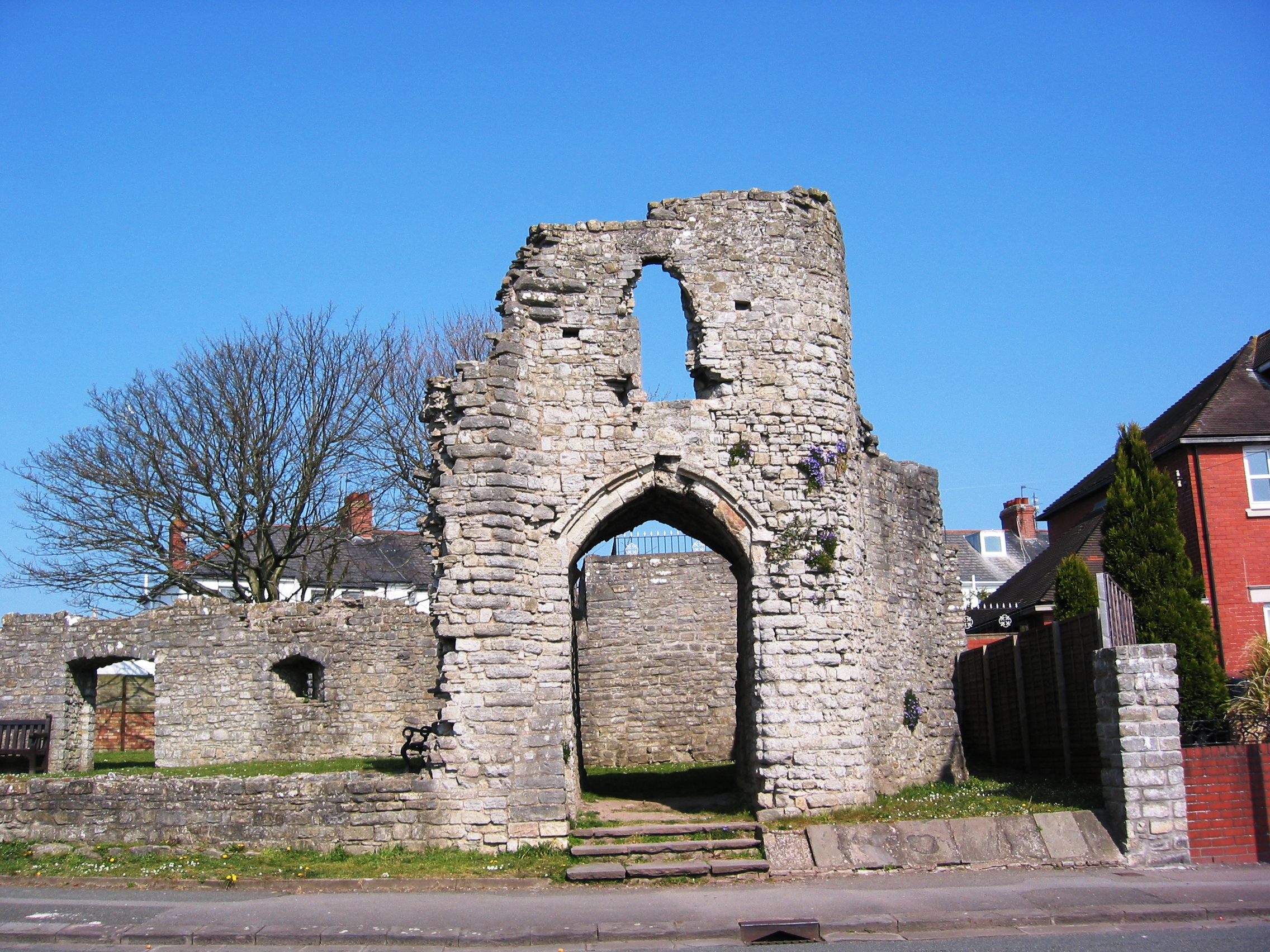
Barry várának romjai

A város területén számos korai régészeti leletet tártak fel, ezek a középső és az újkőkorszakból, valamint a bronzkorból származnak, a vaskorban pedig egy nagyméretű földvár épült fel a mai Barry-től nyugatra. A római korban is lakott volt a környék, több mezőgazdasági épületet és egy áruraktárt is feltártak itt. A középkorban a fosztogatni érkező viking csapatok 1087-ben tábort építettek a Barry-szigeten, amely hadjárataik során állandó bázisként szolgált.
A korábbi római telep helyén a 12. században a terület földesura, a de Barry család kis várat épített, Barry Castle néven. Az erődítmény mellett fokozatosan felépült Barry, ekkor még kis faluként, azonban a 14. században egy pusztító pestisjárvány és az Owain Glyndŵr felkelése idején dúló harcok miatt csaknem teljesen elnéptelenedett, és csak 300 évvel később vált újra faluvá a feljegyzések szerint.

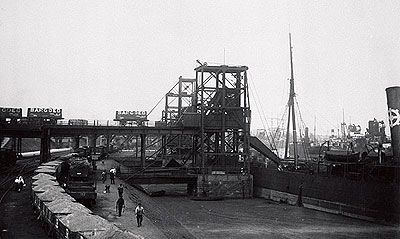
Szénrakodás Barry-ben 1913-ban

1871-ben Barry lakossága alig 100 fő volt, azonban az 1880-as években gyors növekedésnek és városiasodásnak indult a település. A Walesben felvirágzó szénbányászatot nem tudta már kiszolgálni a cardiffi Tiger Bay kikötője, így bányatulajdonosok egy csoportja megalakította a Barry Vasúttársaságot és szénrakodó kikötőt építettek a településen, amelyet vasútvonallal kötöttek össze a bányavidékkel. A dokkok építése 1884-ben kezdődött és a létesítmény 1889-ben nyílt meg, az első évben máris 1 millió szenet rakodtak hajóra, a kikötő forgalma 1903-ra pedig már több mint évi 9 millió tonnára nőtt. Barry kikötője 1913-ra a világ legforgalmasabb szénexportáló kikötője lett. Hamar megjelentek a kikötőt és az új várost kiszolgáló szolgáltatások, hajójavító műhelyek épültek, hűtőházak, lisztgyárak és egy jéggyár. A Barry-szigetet egy feltöltéssel összekötötték a szárazfölddel.
A dízel és elektromos meghajtású gépek elterjedésével a gőzgépek kora leáldozott és Barry roncstelepe lett a legnagyobb gyűjtőhelye a leselejtezett gőzmozdonyoknak az egész Egyesült Királyságban. A helyszínen tárolt mozdonyok közül több mint 200 muzeális értékű járművet vasútrajongó civilek megvásároltak, megmentve őket a beolvasztástól. A 20. század második felére a szénbányászlat hanyatlásával Barry kikötőjének jelentősége is lecsökkent. Ugyanakkor a kikötőtől keletre új vegyipari üzemek épültek, a tengerparton pedig fellendült a turizmus. A Barry-szigeten nagy szállodák és üdülők jöttek létre, 1934-re a legnépszerűbb augusztusi ünnepi hétvégén a látogatók száma elérte a 400 ezret. A Butlin's szálloda és üdülőlánc 1966-ban a sziget déli részén építette fel üdülőtelepét, amely hetente mintegy 7 ezer látogatót fogadott, 1996-ban azonban bezárt az üdülő és a környék lakónegyeddé alakult.

## Látványosságok
A belváros központjában a King's Square található, itt látható az 1906-ban épült egykori városháza épülete is. A Barry-sziget nyaranta népszerű turistacélpont, két homokos tengerpartszakasz is található itt. A várostól nyugatra fekszik a rétjeiről, erdei ösvényeiről és kavicsos tengerpartjáról nevezetes közpark, Porthkerry.

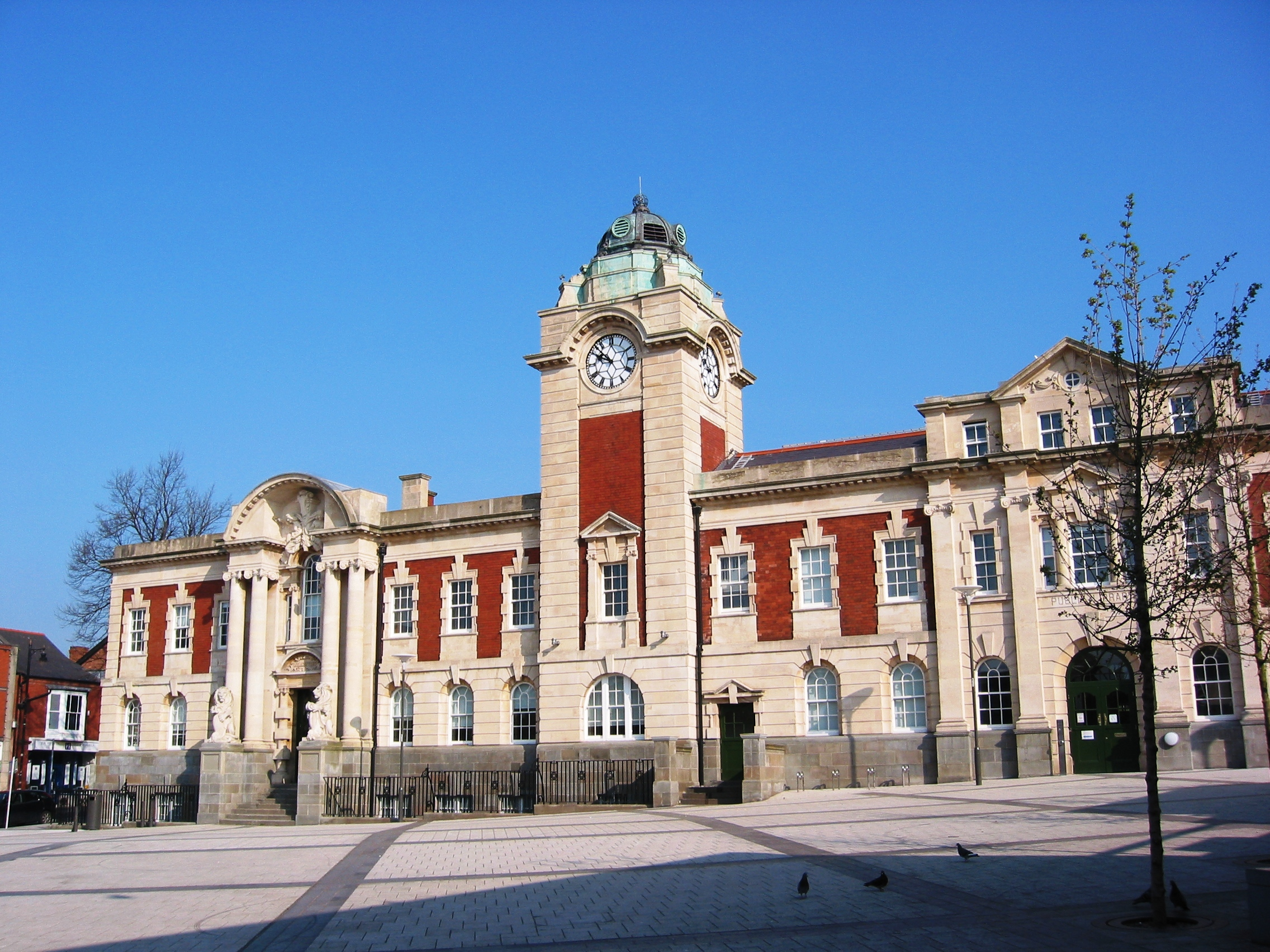
Az egykori városháza
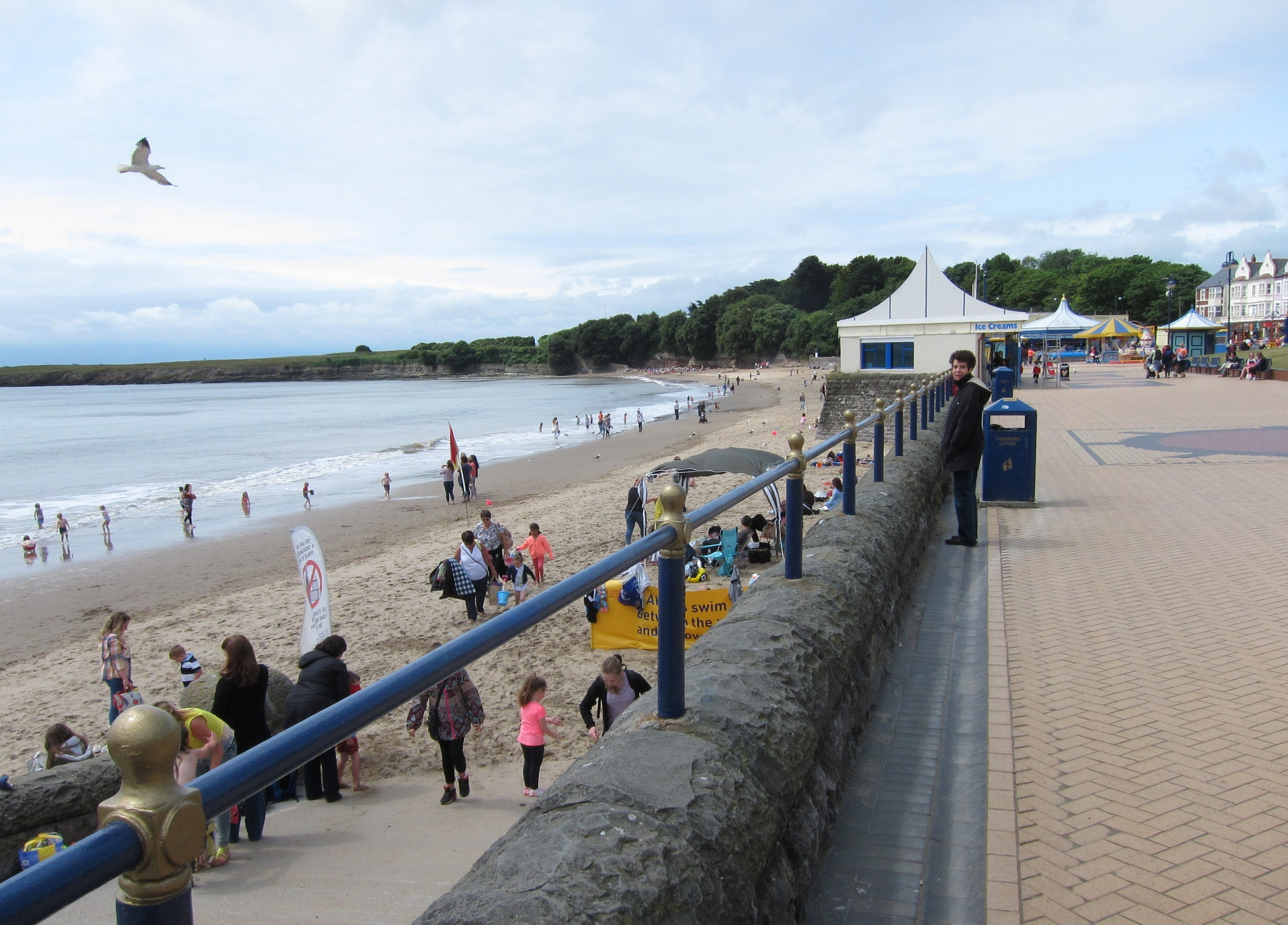
Homokos strand a Barry-szigeten
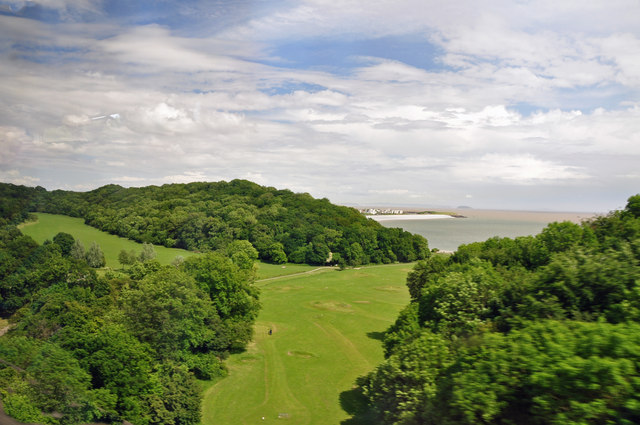
A Porthkerry park
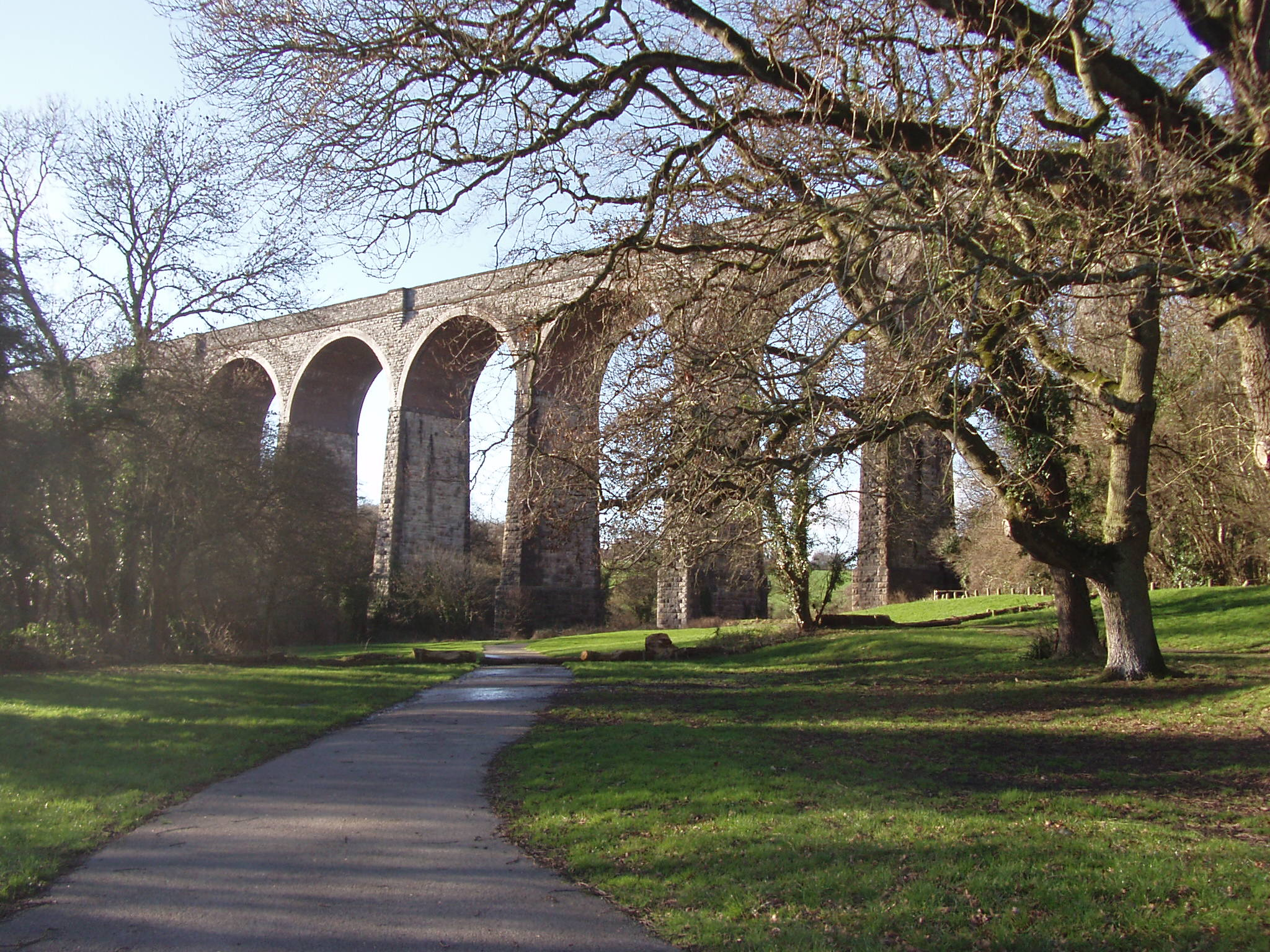
A Barry-be érkező szénszállító vasút viaduktja

## Sport
A város labdarúgócsapata a Barry Town United F.C, amely a walesi labdarúgó-bajnokság első osztályában játszik. Rögbiben a Barry RFC képviseli a várost.

## Fordítás
Ez a szócikk részben vagy egészben  a   Barry, Vale of Glamorgan című angol Wikipédia-szócikk ezen változatának fordításán alapul.  Az eredeti cikk szerkesztőit annak laptörténete sorolja fel. Ez a jelzés csupán a megfogalmazás eredetét és a szerzői jogokat jelzi, nem szolgál a cikkben szereplő információk forrásmegjelöléseként.